# Witte waterkers
De witte waterkers (Rorippa nasturtium-aquaticum, synoniem: Nasturtium officinale) is een plant uit de kruisbloemenfamilie (Brassicaceae). De plant lijkt veel op de slanke waterkers (Rorippa microphylla ), maar verschilt daarvan door de kortere vrucht, de in elk hokje in twee rijen in plaats van een enkele rij liggende zaden en met ongeveer de helft minder mazen op het zaad.
De plant groeit aan en in het water van beken, sloten, plassen en moerassen. Het is een slappe plant, die onbehaard is en 10-60 cm groot wordt. De holle, vierkantige, vlezige stengel is aan de onderkant kruipend.
De witte waterkers heeft witte bloemen met 4-6 mm lange kroonblaadjes. De kroonblaadjes zijn ongeveer tweemaal zo lang als de kelkblaadjes.
De plant bloeit als tros van mei tot de herfst.
Witte waterkersen hebben geveerde bladen met ovale deelblaadjes.
De vrucht is een onbehaarde hauw met een lengte van 13-18 mm lang. De zaden liggen in ieder hokje in twee rijen en hebben aan beide zijden ongeveer twintig tot vijfentwintig mazen.

## Voorkomen
De witte waterkers groeit in een groot gedeelte van de wereld langs stromend, voedselrijk water op zonnige tot half beschaduwde standplaatsen. De soort heeft een voorkeur voor koel, snel stromend water, maar wordt in Yellowstone National Park ook aan de oevers van water met een temperatuur van 40 °C aangetroffen.

## Toepassingen
De witte waterkers wordt meestal onder de naam 'waterkers' in de handel gebracht en kan in salades gebruikt worden. Ook kan de plant gekookt als een soort spinazie worden klaargemaakt. Vers bezit het blad een frisse, licht scherpe smaak, die aan tuinkers herinnert, maar iets verfijnder is. De plant wordt als groente in waterbekkens gekweekt.
Ook kan de plant voor eigen gebruik in een aquarium of op een moerasachtige plaats in de tuin worden gekweekt. Hiervoor kan van maart tot juli in een bakje gezaaid worden, waarna de plantjes na een paar weken op een afstand van 5-10 cm uitgeplant kunnen worden. Ook kunnen de planten vegetatief vermeerderd worden. Tijdens de lengtegroei moet er steeds meer water worden toegevoegd, waardoor er langere en malsere stengels gevormd worden. Een maand na het planten kan met de oogst begonnen worden.
Naast salades wordt de plant ook in soepen verwerkt, als garnering van sandwiches en steak en met rode spinazie gecombineerd.
Zodra de planten bloeien zijn ze niet meer voor consumptie geschikt. De planten dienen alleen uit stromend water geoogst te worden, anders kan bacteriële infectie optreden. Waar de plant groeit in de nabijheid van dierlijk afval, kan de plant een broeinest zijn voor leverwormen als Trematoda.
In de volksgeneeskunde geldt de plant als afrodisiacum, eetlustopwekkend, stofwisseling bevorderend, en behulpzaam bij diabetes mellitus. Een aftreksel van twee theelepels blad per kop heet water zou gebruikt kunnen worden bij chronische huidklachten, hyperthyreoïdie, reuma en blaasklachten.
Hiernaast wordt ze als haartonicum en als kleurstof gebruikt.
Ze kan in de winter als caroteen- en als vitamine C-leverancier dienen. De plant bevat ijzer, calcium, foliumzuur, gluconasturtiine (een type van glucosinolaten eigen aan waterkers) en etherische oliën.